# Système 6 (émission de télévision)
Système 6 était un talk-show musical et l'émission phare de TV6 diffusée d'abord quotidiennement de 18h00 à 19h00, puis en semaine de 17h00 à 19h00 du 3 mars 1986 au 27 février 1987 et animée par Childeric Muller (pendant les trois premiers mois avec Isabelle Duhamel en coanimation).

## Concept
C'est le premier "talk-show" télévisé français quotidien: chaque jour, dans l'émission totalement en direct, les jeunes téléspectateurs pouvaient s'exprimer librement, avaient la possibilité de choisir par téléphone les clips diffusés à l'antenne et surtout de poser des questions et de converser avec les artistes invités sur le plateau, ce qui donna lieu à de nombreux dérapages. 
À sa création en mars 1986, Système 6 durait une heure consacrée uniquement à l'interview de l’invité. L'émission passe rapidement à deux heures avec l'invité en première heure et une deuxième heure faite de chroniques et d'informations sur les concerts, les groupes et les derniers albums. Dans la première partie de l'émission, Childeric Muller dressait le portrait de l’invité, suivi de son clip, puis des appels des téléspectateurs. Il arrivait qu’il y ait des appels perturbants pour l’artiste. C’est ainsi que Mylène Farmer avait failli quitter l’émission après qu'une jeune fille lui ait demandé à quand remontait son premier rapport sexuel et qu'elle n’a pas voulu répondre, mettant la chanteuse en décalage avec le texte de sa chanson Libertine. Elle avait répondu méchamment à la jeune téléspectatrice et s’est fait critiquer en direct par les téléspectateurs au téléphone. Mais toutes les personnalités françaises et étrangères de passage à Paris acceptaient de jouer le jeu : James Brown, Serge Gainsbourg, Michel Sardou, The Cure, Jeanne Mas ou Indochine.

## Chroniqueurs
Système 6 voit débuter de nombreux chroniqueurs dont notamment Jean-Luc Delarue, Smicky, Philippe Vandel, Anne Pastor ou Charlotte Valandrey qui formaient "La bande à Childé" (Childeric Muller).